# /dev/null
/dev/null（或称空设备）在类Unix系统中是一个特殊的设备文件，它丢弃一切写入其中的数据（但报告写入操作成功），读取它则会立即得到一个EOF。
在程序员行话，尤其是Unix行话中，/dev/null被称为比特桶或者黑洞。

## 使用
空设备通常被用于丢弃不需要的输出流，或作为用于输入流的空文件。这些操作通常由重定向完成。
/dev/null是一个特殊文件，而不是目录，因此不能使用Unix命令mv将文件移动到其中。使用rm命令才是Unix中删除文件的正确方法。
本概念大致相当于CP/M，DOS和Microsoft Windows中的NUL:或单纯的NUL设备，Windows NT及其后续系统中的\Device\Null或NUL，Amiga中的NIL:，以及OpenVMS中的NL:。在基于.NET的Windows PowerShell中，相同的概念为$null。

## 计算机文化中的引用
在Unix程序员使用的科技行话中和隐喻经常使用这一概念，例如“请将投诉发送到/dev/null”，“我的邮件被存档到了/dev/null”，以及“重定向到/dev/null”，分别表示：“不要拿投诉来烦我”，“我的邮件被删掉了”，和“一边去”。iPhone Dev Team通常使用“可以向/dev/null捐款”，意为他们不接受捐款。
空设备也是科技幽默的常用主题之一，例如警告用户系统的/dev/null已经使用了98%。1995年愚人节一家德国杂志c't写道，一种增强的/dev/null芯片可以藉由将数据转换成内部LED的闪光以有效的处理输入数据。
苹果公司也曾在2003年利用这个概念做过一则广告，“将其它牌子的UNIX都送进/dev/null”，表明运行Mac OS X的PowerBook包含了全部UNIX特性。